# 고교 유단자
"고교 유단자"는 1977년에 개봉한 대한민국의 영화이다.

## 캐스팅
- 이승현
- 김정훈
- 김보미